# 브로민화 에티듐
브로민화 에티듐(영어: ethidium bromide) 또는 EtBr(화학식: C21H20BrN3)은 화학 물질로, DNA와 결합하는 성질이 강하다. 이 때문에 그 세포가 분열시에 EtBr은 일종의 틀 이동 유전변이를 일으켜 암이 발생할 수 있다.
브로민화 에티듐은 발광 표지(핵산 염색)로 널리 쓰이는 끼어들기 약물이다. 아가로스 젤 전기영동과 같은 분자 생물학 실험 기법에 주로 쓰인다. 브로모에탄(bromoethane)의 약어이기도 한, "EtBr"로 널리 줄여 부른다. EtBr이 자외선에 노출되면 주황색으로 빛나면서 결합한 DNA를 20배 강조한다.

## 같이 보기
- 겔 전기영동
- 프로피듐 아이오다이드